# Матвієнко Єлизавета Матвіївна
Матвієнко Єлизавета Матвіївна (16 вересня 1895, Кичкирі — 16 лютого 1973, Київ) — український радянський геолог, лавреат Ленінської премії.

## Біографія
Народилась 16 вересня 1895 селі Кичкирах (нині Радомишльський район Житомирської області) в селянській сім'ї. Сестра Матвієнка Оникія Матвійовича. Тітка Артемчука Якова Антоновича
У 1903—1906 рр. навчалась у сільській ЦПШ, у 1906—1911 рр. — у Ставецькій двокласній земській школі. Затим вступила до Київської жіночої вчительської семінарії ім. К.Ушинського, яку закінчила у 1915 р.
Трудовий шлях почала у 1915 р. вчителькою двокласної земської школи в с. Сестринівці (нині Козятинський район Вінницької області). У 1917—1923 рр. вчителювала в Бердичеві і селах Бердичівського повіту. У 1923-24 рр. — вчителька Радомисльської семирічної трудової школи.
У 1924 р. окрвиконкомом направлена на навчання до Київського вищого Інституту народної освіти, де навчалась на геолого-географічному відділі факультету професійної освіти. Після закінчення інституту в 1928 р. здобуває фах викладача геолого-географічних дисциплін і направляється до аспірантури при Інституті геологічних наук АН УРСР. Тут у 1928—1929 рр. працює під керівництвом академіка П. А. Тутковського. Водночас займається практичною роботою, працює геологом-виконробом, начальником геолого-розвідувальної партії, досліджуючи Словечансько-Овруцький кряж. Закінчила аспірантуру в 1931 р. із званням наукового співробітника в галузі геології і вченим ступенем кандидата геолого-мінералогічних наук.
У 1930-33 рр. — викладач геології і гідрогеології Київського гірничо-геологічного інституту. У 1933—1937 рр — старший гідрогеолог НДІ гідрометеорології, бере участь в організації першої в Україні Гідрогеологічної і протизсувної станції в м. Києві. Водночас виконує обов'язки доцента Київського держуніверситету.
У 1937 р. — старший науковий співробітник Інституту геологічних наук. У1937-39 рр. — старший гідрогеолог «Південспецпроєкту». У 1939-41 рр. — начальник геологознімної партії Українського геологічного управління. Потім короткий час працювала викладачем Київського геологорозвідувального технікуму.
У 1944—1956 рр. — геолог, старший геолог Українського геологічного управління, у 1956—1970 рр. — старший геолог Київського геологічного управління. З 1970 р. — персональний пенсіонер республіканського значення.
Упродовж трудової діяльності досліджувала вела розвідку багатьох родовищ корисних копалин — будівельних матеріалів, енергетичних і сировинних ресурсів на Поліссі, Подніпров'ї, Донбасі та ін. У 1958 р. за відкриття і розвідку унікального рудного родовища на Дніпропетровщині удостоєна Ленінської премії.
Є автором близько 30 наукових робіт з проблем гідрогеології, стратиграфії, літології відкладів, тектоніки та ін. Учасник багатьох наукових конференцій, симпозіумів з геології. Занесена до Книги трудової слави Міністерства геології і ЦК галузевої профспілки СРСР (1967 р.). Має урядові нагороди.
Померла 16 лютого 1973 р. Похована в м. Києві на Берковецькому цвинтарі.